# Elsa (Teksas)
Elsa – miasto w Stanach Zjednoczonych, w stanie Teksas, w hrabstwie Hidalgo.

## Demografia
Według przeprowadzonego przez United States Census Bureau spisu powszechnego w 2010 miasto liczyło 5660 mieszkańców, co oznacza wzrost o 2,0% w porównaniu do roku 2000. Natomiast skład etniczny w mieście wyglądał następująco: Biali 82,8%, Afroamerykanie 0,8%, Azjaci 0,1%, pozostali 16,3%. Kobiety stanowiły 51,5% populacji.